# Xysticus apalacheus
Xysticus apalacheus är en spindelart som beskrevs av Willis J. Gertsch 1953. Xysticus apalacheus ingår i släktet Xysticus och familjen krabbspindlar. Inga underarter finns listade i Catalogue of Life.